# مسلمو كونكاني

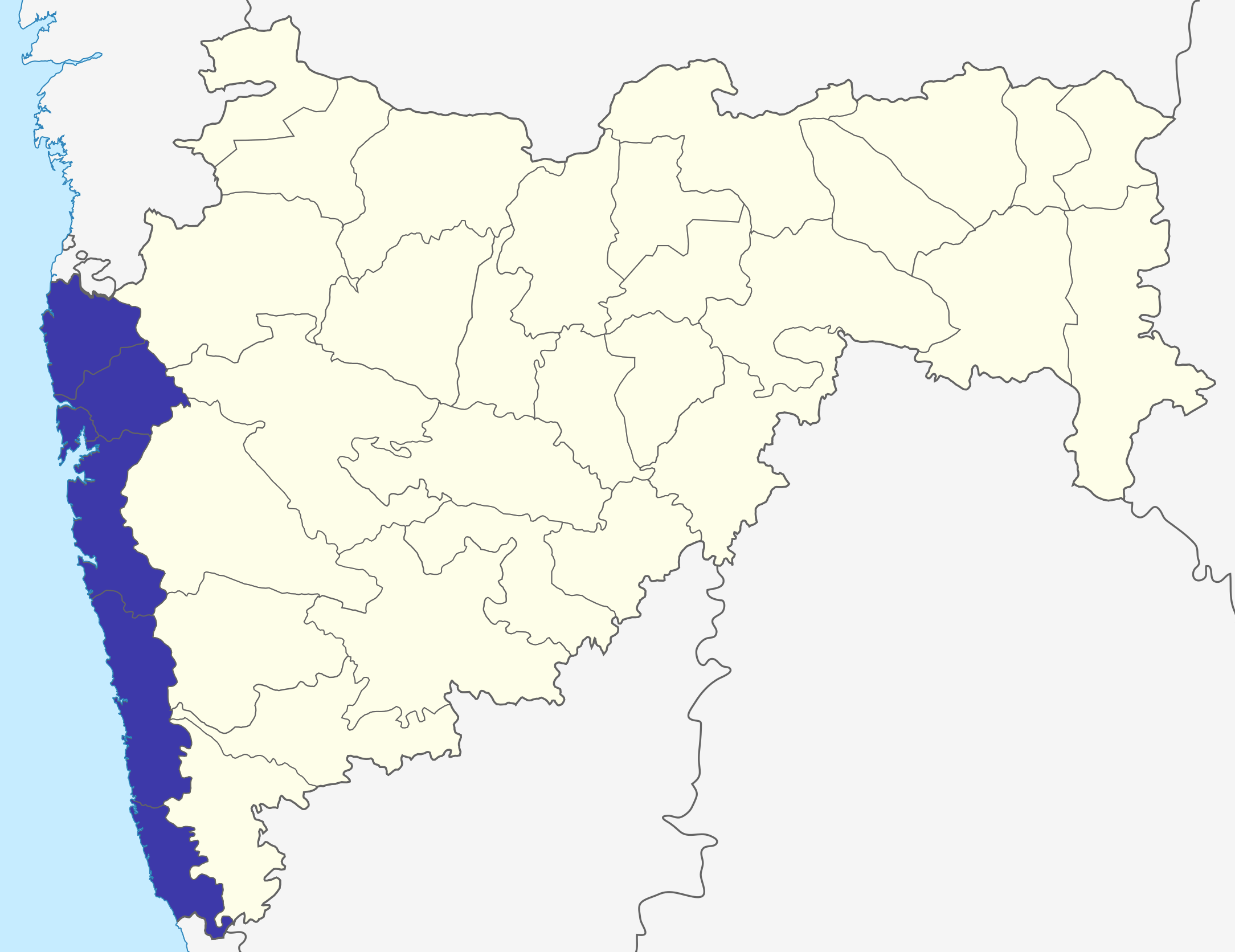
كونكان في ولاية ماهاراشترا، حيث يتركز مسلمي الكونكاني

مسلمو كونكاني، هي مجموعة عرقية فرعية من شعب الكونكاني الذين يعيشون في منطقة كونكان في غرب الهند، الذين يعتنقون دين الإسلام.

## الجغرافيا
تشكل الجالية المسلمة الكونكانية جزءًا من الديموغرافية المسلمة الهندية الأكبر، وتقع في الغالب في منطقة كونكان بولاية ماهاراشترا الهندية. وهذا يشمل المناطق الإدارية في مومباي، مومباي سوبربان، بالغار، ثين، ريجاد، راتناجيري وسندودورغ.
هناك مجموعة من المغتربين الكونكاني المسلمين في دول الخليج العربي، والمملكة المتحدة  وجنوب أفريقيا. وهناك مجموعة من مسلمي الكونكاني هاجرت إلى باكستان بعد عام 1947 واستقروا في كراتشي كجزء من مجتمع المهاجرين.

## التاريخ
منذ العصور القديمة، كان لساحل كونكان علاقات تجارية مع الموانئ الرئيسية على ولاية البحر الأحمر والخليج العربي. يمكن للمسلمي الكونكاني تتبع أصولهم للتجار عرب الذين زاروا الساحل في العصور الوسطى. شكل النسب الأساس للطبقات الاجتماعية:حيث يشكل المتحدرون من التجار العرب طبقة نخبة على أولئك الذين لديهم نسب غير مباشرة من خلال التزاوج مع المتحولين المحليين للإسلام.

## المذهب
مسلمي الكونكاني يتبعون المدرسة الفقهية الشافعية السنية . وهذا على النقيض من بقية مناطق شمال الهند. التي يلتزم فيها المسلمين السنة بالمدرسة الحنفية.